# Bartolomé de las Casas
Bartolomé de las Casas (tiếng Tây Ban Nha: [baɾtoloˈme ðe las ˈkasas] ⓘ; 11 tháng 11 năm 1484 – 18 tháng 7 năm 1566) là một địa chủ, thầy dòng, linh mục, và giám mục người Tây Ban Nha sống vào thế kỷ thứ 16, nổi tiếng trong vai trò là một nhà sử học và nhà cải cách xã hội. Ông đến thuộc địa Hispaniola với tư cách là một giáo hữu và sau này trở thành thầy linh mục dòng Anh Em Giảng Thuyết. Ông được bổ nhiệm làm Giám mục cư trú đầu tiên của Chiapas, và là người đầu tiên được phong chức "Đức phù hộ người Anh-điêng". Trước khi mất ông đã để lại cho hậu thế một kho tàng đồ sộ các tác phẩm sử học, đáng nhớ nhất với hai cuốn Brevísima relación de la destrucción de las Indias (tạm dịch: Vắn lược cuộc diệt trừ người Anh-điêng) và Historia de Las Indias (tạm dịch: Lịch sử người Anh-điêng), ghi lại những thập kỷ sơ khởi của quá trình thuộc địa hóa Tây Ấn và mô tả chi tiết tội ác tày trời của thực dân châu Âu đối với người bản xứ châu Mỹ.
Với tư cách là một trong những lưu dân Tây Ban Nha (và châu Âu) thế hệ đầu đến định cư châu Mỹ, Las Casas vốn cũng tham gia vào cái quá trình thuộc địa hóa tàn khốc ấy, nhưng sau cùng đoạn tuyệt với nó do ghê tởm trước hoàn cảnh lạm dụng thổ dân của những kẻ thực dân. Vào năm 1515, ông giải thoát cho các nô lệ Anh-điêng và khước từ thái ấp encomienda, sau này tâu trước Vua Charles I của Tây Ban Nha đòi quyền lợi cho người bản xứ. Trong các tác phẩm đầu tay của Las Casas, ông ủng hộ việc sử dụng nô lệ châu Phi và da trắng thay vì người bản địa ở Tây Ấn, song lúc ấy ông không hể hay biết rằng thực dân Bồ Đào Nha cũng đang tiến hành "cuộc chiến tranh tàn bạo và phi nghĩa dưới cái mác truyền bá đức tin". Đến tận lúc về già, ông mới rút lại quan điểm này, bởi ông coi cả hai hình thức nô dịch đều sai trái như nhau. Năm 1522, ông nỗ lực khởi động công cuộc đồng hóa hòa bình mới tại bờ biển Venezuela nhưng bất thành. Las Casas gia nhập Dòng Anh Em Giảng Thuyết và trở thành một giáo sĩ, rời bỏ cuộc sống công cộng trong một thập kỷ. Ông bôn ba tại Trung Mỹ, truyền giáo cho người Maya ở Guatemala và tham gia vào các cuộc thảo luận với giáo dân thuộc địa, tìm cách tốt nhất để cải đạo người bản địa sang Cơ đốc giáo.
Quay về Tây Ban Nha để tuyển mộ thêm những nhà truyền giáo, ông tiếp tục vận động triều đình bãi bỏ chế độ encomienda và gặt hái được thành quả sau khi Vương quyền Tây Ban Nha thông qua bộ Tân Luật vào năm 1542. Ông sau được bổ nhiệm làm Giám mục của Chiapas, nhưng chỉ phụng sự trong một thời gian ngắn trước khi bị triệu về Tây Ban Nha do bè lũ thực dân encomenderos bất mãn với bộ luật mới kèm các chính sách ưu ái người Anh-điêng. Ông dành phần đời còn lại phục vụ tại triều đình Tây Ban Nha; ở đó, ông tiếp tục có những ảnh hưởng lớn lao đối với các vấn đề Anh-điêng. Năm 1550, ông tham gia vào cuộc tranh luận Valladolid chống lại Juan Ginés de Sepúlveda, người cho rằng thổ dân da đỏ là lũ hèn mọn không phải con người và nếu chúng muốn văn minh thì phải phục tùng người Tây Ban Nha. Las Casas bác bỏ ý kiến đó, khẳng định rằng người Anh-điêng hoàn toàn là con người, và việc khuất phục cưỡng bức họ là không hề chính đáng.
Bartolomé de las Casas dành 50 năm cuộc đời tích cực đấu tranh chống chế độ nô lệ và sự lạm dụng các dân tộc bản địa bằng cách cố gắng thuyết phục triều đình Tây Ban Nha thông qua các chính sách thực dân nhân đạo hơn. Không giống một số linh mục khác, những kẻ luôn tìm mọi cách tiêu hủy bằng được kho tàng văn sử học của người bản xứ, ông nghiêm khắc lên án và phản đối hành động đó. Mặc dù không hoàn toàn thay đổi được quan điểm của người Tây Ban Nha về chủ nghĩa thực dân, nỗ lực của ông đã giúp cải thiện địa vị pháp lý của người bản xứ, và khiến các chính quyền thuộc địa chú trọng hơn vào vấn đề đạo đức của chủ nghĩa thực dân.

## Sinh thời

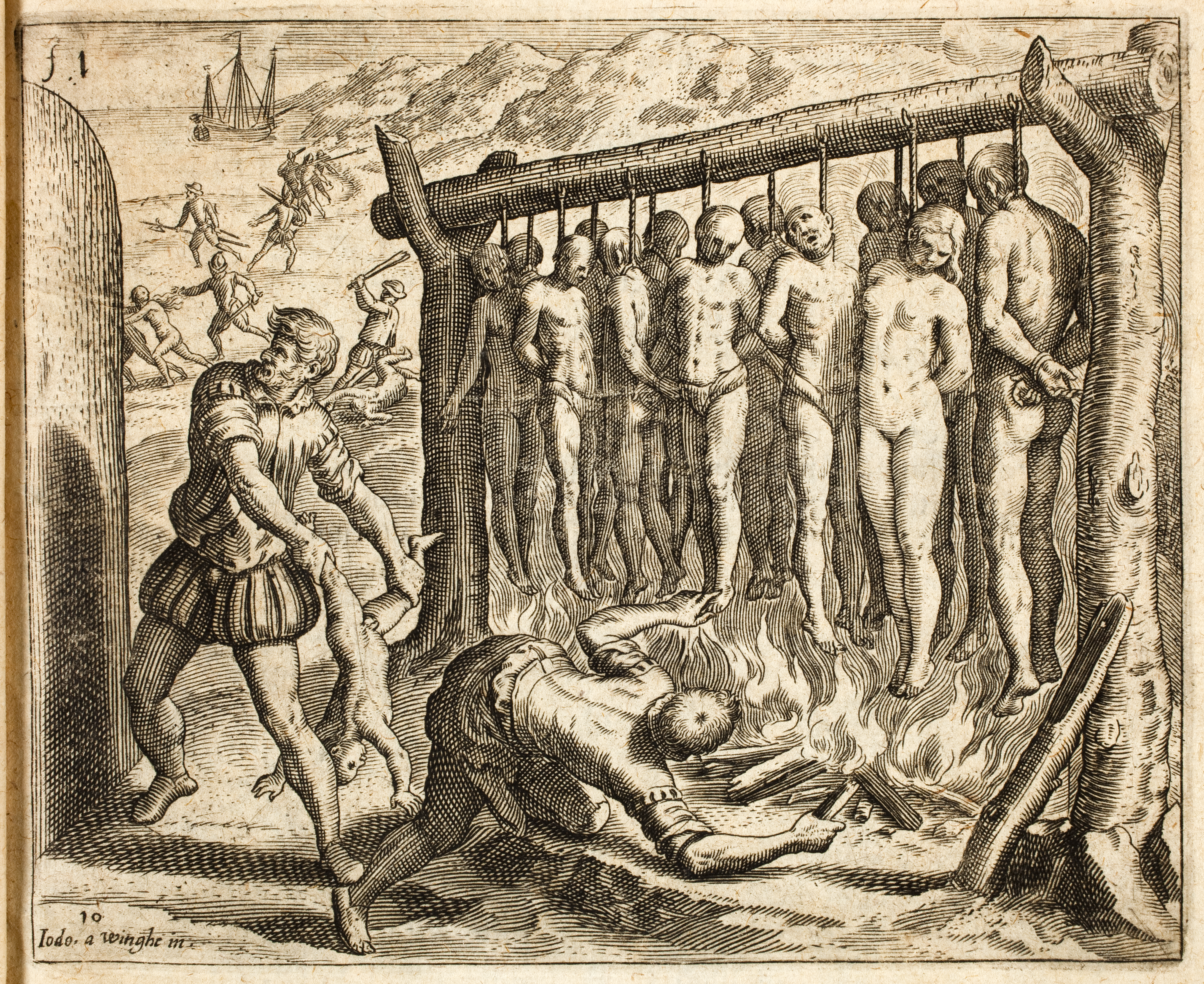
Hình minh họa thực dân Tây Ban Nha tra tấn và hành hình người bản địa trong cuộc chinh phục đảo Cuba theo cuốn Brevisima relación de la destrucción de las Indias của las Casas. Bản in là sản phẩm của hai họa sĩ người Flemish chạy nạn khỏi Nam Hà Lan bởi đức tin Kháng Cách của họ: Joos van Winghe là người thiết kế và Theodor de Bry là thợ khắc.

### Gia cảnh và cập bến Tân Thế giới
Bartolomé de las Casas chào đời ở Sevilla vào ngày 11 tháng 11 năm 1484. Hàng thế kỷ sau người ta vẫn cho rằng năm sinh của Las Casas là năm 1474; tuy nhiên vào những năm 1970, một nhóm học giả đã phát hiện một tư liệu kiện cáo trong Kho lưu trữ Archivo General de Indias cho thấy las Casas sinh ra muộn hơn một thập kỷ so với lầm tưởng trước kia. Phần lớn các nhà viết tiểu sử và tác giả sau này chấp nhận và đề cập tới điều này. Cha của ông, Pedro de las Casas, là thương gia xuất thân từ một trong nhiều gia tộc di cư từ Pháp sang Sevilla. Theo nhà nghiên cứu Manuel Giménez Fernández, gia đình ông thuộc dòng dõi converso (tức là gia tộc gốc Do Thái đã cải sang Công giáo), song nhiều tác giả khác lại cho rằng gia đình ông vốn dĩ đã theo đạo Cơ đốc. Theo Antonio de Remesal, người viết tiểu sử của Las Casas, thì ông đã từng có thời gian học lấy bằng licentiate ở Salamanca, nhưng bản thân Las Casas chưa bao giờ xác nhận chuyện này.
Theo chân cha mình, Las Casas nhập cư đến đảo Hispaniola vào năm 1502, theo hạm đội thám hiểm của Nicolás de Ovando. Tại đây, Las Casas trở thành một chủ đồn điền (hacendado) và chủ nô, được cấp cho một mảnh đất ở Cibao. Ông tham gia vào các cuộc truy bắt nô lệ và các cuộc chiến tranh chống người Taíno bản xứ ở Hispaniola. Năm 1506, ông quay về Tây Ban Nha để hoàn thành khóa học giáo luật tại Salamanca. Cùng năm đó, ông được phong chức phó tế rồi sau đó đến Rôma, nơi ông được thụ phong chức linh mục thế tục vào năm 1507.
Tháng 9 năm 1510, nhóm anh em dòng Đa Minh do Pedro de Córdoba dẫn đầu cập cảng Santo Domingo; kinh hoàng trước tình cảnh nô dịch người bản xứ nơi đây, họ đành khước từ quyền thú tội của đám chủ nô. Las Casas nằm trong nhóm người bị từ chối thú tội vì lý do đó. Vào tháng 12 năm 1511, giáo sĩ dòng Đa Minh Fray Antonio de Montesinos giảng một bài thuyết pháp nảy lửa công kích những kẻ thực dân đã nhúng tay vào thứ mà ông coi là cuộc diệt chủng người bản địa. Tương truyền ông đã đanh thép thuyết giảng những lời sau: "Hãy nói cho ta biết dựa trên quyền công lý nào mà các ngươi dám bắt những người da đỏ này vào kiếp đầy tớ tàn độc và khủng khiếp như vậy? Dựa vào quyền hành nào mà các ngươi dám tiến hành các cuộc chiến đáng ghê tởm chống lại những bầy dân mưu sinh một cách thầm lặng và hiền hòa trên chính mảnh đất của họ? Những cuộc chiến mà trong đó các ngươi đã diệt trừ vô số kể thông qua những vụ giết hại và tàn sát chưa từng có tiền lệ. Tại sao các ngươi áp bức và làm kiệt quệ họ, mà không cho họ ăn uống đầy đủ hoặc chữa bệnh tật mà họ phải gánh chịu do các người bắt họ lao động quá sức, rồi họ chết đi, hay đúng hơn là các ngươi đã giết họ, để vơ vét và lấy vàng hằng ngày." Bấy giờ Las Casas không có thiện cảm với dòng Đa Minh mà còn cổ súy cho hệ thống encomienda. Những kẻ thực dân, do Diego Columbus lãnh đạo, đã trình đơn khiếu nại lên nhà vua khiến dòng Đa Minh bị buộc phải rời bỏ Hispaniola.

### Cuộc chinh phạt Cuba và tỉnh ngộ
Năm 1513, trong vai trò tuyên úy, Las Casas tham gia vào cuộc chinh phạt Cuba của Diego Velázquez de Cuéllar và Pánfilo de Narváez. Ông tham chiến tại Bayamo và Camagüey và tại cuộc thảm sát ở Hatuey. Ông đã tận mắt chứng kiến nhiều hành động tàn bạo của người Tây Ban Nha chống lại các dân tộc Ciboney và Guanahatabey bản địa. Ông sau này viết: "Tôi đã chứng kiến ở đây sự tàn ác trên quy mô mà chưa một sinh mạng nào từng thấy hoặc mong đợi được thấy." Las Casas và người bạn của ông Pedro de la Rentería được ban thưởng một mảnh encomienda chứa nhiều vàng và nô lệ, nằm bên sông Arimao gần Cienfuegos. Trong vài năm tiếp theo, ông phân bổ thời gian giữa công việc của một người thực dân và nhiệm vụ của một linh mục được thụ phong.

Vào năm 1514, Las Casas đọc Sách Huấn Ca, chương 34: dòng 18–22, để chuẩn bị cho một bài giảng về Lễ Ngũ Tuần và suy ngẫm về ý nghĩa của nó:
"Dâng của bất chính làm hy lễ là trò nhạo báng; lễ phẩm của đứa bất lương sẽ không được chấp nhận; lễ vật kẻ gian ác dâng lên chẳng được Đấng Tối Cao chấp nhận. ... Lấy của người nghèo mà dâng làm hy lễ thì cũng như sát tế đứa con trước mặt cha nó. Người túng nghèo còn chút bánh độ thân, ai lấy đi là kẻ hút máu."— Trích đoạn trong Brading (1997:119–120), bản dịch sang tiếng Việt theo "Chương 34 - Sách Huấn Ca".

 Las Casas rốt cuộc ngộ ra rằng tất cả các hành động của người Tây Ban Nha ở Tân Thế giới đều bất chính. Ông quyết định giải thoát nô lệ và giải phóng encomienda của mình, rao giảng với những kẻ thực dân khác nên noi theo. Gặp phải sự phản kháng của dân thuộc địa, ông nhận ra rằng phải trở về Tây Ban Nha để vận động chống lại chế độ nô dịch và lạm dụng người bản xứ. Được sự giúp đỡ của Pedro de Córdoba và được đồng hành bởi Antonio de Montesinos, ông khởi hành về Tây Ban Nha vào tháng 9 năm 1515, tới được Sevilla vào tháng 11.

### Yết kiến vua Ferrando

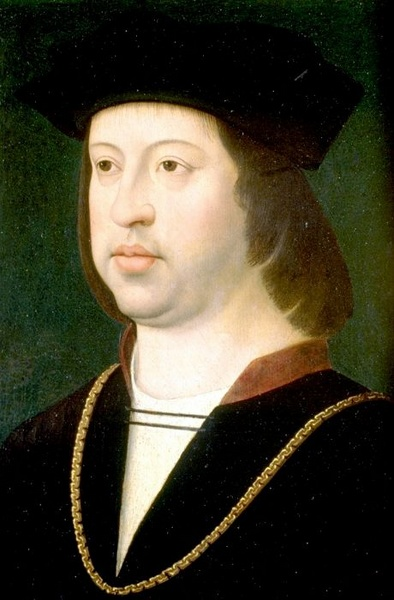
Chân dung vua Ferrando "Công giáo"

Las Casas quay về Tây Ban Nha với ý định thuyết phục nhà vua chấm dứt hệ thống encomienda. Điều này hóa ra lại quá khó khăn, bởi hầu hết những kẻ nắm giữ địa vị cao trong triều đều kiếm lợi từ dòng của cải từ các vùng Ấn Độ. Mùa đông năm 1515, vua Ferrando đổ bệnh tại Plasencia, nhưng Las Casas may mắn nhận được bức thư ngỏ tới nhà vua từ Tổng giám mục của Sevilla tên là Diego de Deza. Vào đêm Giáng sinh năm 1515, Las Casas yết kiến quốc vương và thảo luận với ngài về tình hình ở Tây Ấn; đức vua đồng ý sẽ lắng nghe thêm chi tiết vào một thời gian khác. Trong lúc chờ đợi, Las Casas viết một bản báo cáo đệ trình lên Giám mục của Burgos là Juan Rodríguez de Fonseca và thư ký trong triều là Lope Conchillos, cặp quan chức phụ trách chính sách của hoàng gia đối với thuộc địa Tây Ấn và đồng thời cũng là hai chủ encomienda. Họ không quá ấn tượng trước tường thuật của ông, khiến Las Casas phải tìm cách khác để tạo dấu ấn trước triều đình. Ông đặt mọi niềm tin vào buổi tiếp kiến sắp tới với nhà vua, song ngày đó rốt cuộc chẳng bao giờ đến, do vua Ferrando băng hà vào ngày 25 tháng 1 năm 1516. Quyền nhiếp chính của vương quốc Castilla được truyền cho Ximenez Cisneros và Adriano của Utrecht, hai giám hộ của Thái tử Karl chưa đến tuổi. Las Casas quyết tâm gặp bằng được vị Thái tử trẻ đang cư trú tại Flanders. Trên đường sang đó, ông có tạt qua Madrid và gửi cho các nhiếp chính một bản tường trình về tình hình ở Tây Ấn và các biện pháp khắc phục do ông đề xuất (chính là tác phẩm "Memorial de Remedios para Las Indias" được viết vào năm 1516). Trong tác phẩm đầu tay này, Las Casas chủ trương nhập khẩu nô lệ da đen từ châu Phi thay thế những nô lệ da đỏ đã chịu nhiều khổ đau, lập trường mà về sau ông đã rút lại, trở nên bênh vực cho cả người châu Phi ở các thuộc địa. Điều này chứng tỏ Las Casas bấy giờ không hẳn là muốn chấm dứt chế độ nô lệ, mà chỉ muốn chấm dứt sự lạm dụng thể xác và nỗi đau khổ của người da đỏ. Để phù hợp với tư tưởng pháp lý và đạo đức thời bấy giờ, Las Casas tin rằng chế độ nô lệ có thể được biện minh nếu nó là kết quả của một cuộc chiến chính nghĩa, và vào thời điểm đó ông cho rằng việc nô dịch người châu Phi là điều chính đáng. Quan ngại trước những báo cáo của Las Casas, Hồng y Cisneros quyết định cử một nhóm tu sĩ dòng Thánh Hieronymi tới điều tra và tiếp quản chính quyền của đảo.

### Cước chú
1. ↑  Quan điểm chống nô dịch người Phi châu sau này của Las Casa được bộc lộ rõ ở chương 102 và 129, Quyển III trong cuốn Historia do chính ông soạn.

### Dẫn nguồn
1. ↑  Parish & Weidman (1976)
2. ↑  Zinn, Howard (1997). The Zinn Reader. Seven Stories Press. tr. 483. ISBN 978-1-583229-46-0.
3. ↑  "July 2015: Bartolomé de las Casas and 500 Years of Racial Injustice | Origins: Current Events in Historical Perspective". origins.osu.edu. Truy cập ngày 18 tháng 2 năm 2019.
4. ↑  Lantigua, David. "7 – Faith, Liberty, and the Defense of the Poor: Bishop Las Casas in the History of Human Right", Hertzke, Allen D., and Timothy Samuel Shah, eds. Christianity and Freedom: Historical Perspectives. Cambridge University Press, 2016, 190.
5. ↑  Clayton, Lawrence (2009). "Bartolomé de las Casas and the African Slave Trade". History Compass (bằng tiếng Anh). Quyển 7 số 6. tr. 1532. doi:10.1111/j.1478-0542.2009.00639.x. ISSN 1478-0542. On advocating the importation of a slaves back in 1516, Las Casas wrote 'the cleric [he often wrote in the third person], many years later, regretted the advice he gave the king on this matter – he judged himself culpable through inadvertence – when he saw proven that the enslavement of blacks was every bit as unjust as that of the Indians...
6. ↑  Murray, Stuart (2009). The Library: An Illustrated History. Skyhorse Publishing. tr. 136.
7. ↑  Parish & Weidman (1976:385)
8. ↑  Parish & Weidman (1976, passim)
9. ↑  e.g. Saunders (2005:162)
10. 1 2  Wagner & Parish (1967:1–3)
11. ↑  Giménez Fernández (1971:67)
12. ↑  Wagner & Parish (1967:4)
13. ↑  Giménez Fernández (1971:72)
14. ↑  Wagner & Parish (1967:5)
15. ↑  Orique (2017:13)
16. ↑  Wagner & Parish (1967:11)
17. ↑  
Witness: Writing of Bartolome de Las Casas. Edited and translated by George Sanderlin (Maryknoll: Orbis Books, 1993), 66–67
18. ↑  Wagner & Parish (1967:8–9)
19. ↑  Wynter (1984a:29–30)
20. ↑  Giménez Fernández (1971:73)
21. ↑  
Indian Freedom: The Cause of Bartolome de las Casas. Translated and edited by Sullivan (1995:146)
22. ↑  
Ecclesiasticus, Encyclopædia Britannica online
23. ↑  Wagner & Parish (1967:11–13)
24. ↑  Baptiste (1990:69)
25. ↑  Wagner & Parish (1967:13–15)
26. ↑  Wagner & Parish (1967:15)
27. ↑  Wagner & Parish (1967:15–17)
28. ↑  Baptiste (1990:7–10)
29. ↑  Wynter (1984a), Wynter (1984b)
30. ↑  Blackburn (1997:136)
31. ↑  Friede (1971:165–166)
32. ↑  Wagner & Parish (1967:23)
33. ↑  Wynter (1984a)
34. ↑  "Figueroa, fray Luis de (¿–1523). » MCNBiografias.com". www.mcnbiografias.com.
35. Las Casas in Baptiste (1990:14)
36. Las Casas, Historia Apologetica, cited in Wagner & Parish (1967:203–204)
37. Historia de las Indias, 1875–76 ed., Madrid: Ginesta
vol. 1,
vol.2,
vol.3,
vol.4
vol.5
38. Las Casas, Bartolomé (1875). Sancho Rayón, José León (biên tập). Historia de Las Indias. Quyển 1. Madrid: M. Ginesta.
39. "David Walker, 1785–1830. Walker's Appeal, in Four Articles". Together with a Preamble, to the Coloured Citizens of the World, but in Particular, & Very Expressly, to Those of the United States of America. docsouth.unc.edu. Boston, Massachusetts. ngày 28 tháng 9 năm 1829.
40. Las Casas Institute Lưu trữ ngày 9 tháng 7 năm 2013 tại Wayback Machine at Blackfriars Hall website
41. McBrien, Richard P. (2001). Lives of the Saints (ấn bản thứ 1). HarperSanFrancisco. tr. 289. ISBN 978-0-06-065340-8. OCLC 45248363.
42. "CDH Fray Bartolomé de Las Casas". frayba.org.mx. Bản gốc lưu trữ ngày 25 tháng 12 năm 2010.